# الكيمي فورايفر

## (الكيمي فورايفير): هو خط للعناية بالبشرة ذات اصل نباتي  مصنع من أطباءالجلدالسويسريينتم إنشاؤه من قبل عائلة بولا يتضمن الخط منتجاتمضادة للشيخوخةللوجه والجسم ومنتجات تم إنشاؤها خصيصًا لبشرة الرجال

### تاريخه
عند انتهاء لوجي من دراسته، افتتح بولا عيادة للامراض الجلدية في جينيف، سويسرا. أصبح معروفا كخبير جلدية في استخدام العلاج بالليزر لمعالجة الامراض الجلدية. في كانون الأول من عام (1997), قرر بولا وزوجته باربرا وهي باحثة الطب الحيوي التي تركز عملها على مضادات الاكسدة وبروتينات الإجهاد، تحويل عيادة الامراض الجلدية إلى معهد الليزر، وهو أول منتجع طبي في أوروبا يجمع العمل بين خدمات المنتجع الطبي (السبا) التقليدية والعلاجات الطبية.
وفي عام 2000 بدأ بولا وزوجته في بيع منتجات التجميل الخاصة بهم، والتي كانت تسمى فور ايفير تشويس في مركز الليزر. قال لويجي بولا إن «الخط تم إنشاؤه لتمكين المرضى من جميع أنواع البشرة من الاستفادة من العناية بالبشرة من الدرجة الطبية المشتقة بشكل طبيعي دون آثار جانبية». وقد تم بيع المنتجات بشكل جيد، وقررت شركة بولاس توسيع التوزيع خارج جنيف. في عام 2003، بدأت  باربرا مع ابنتها ادا شركة الكيمي فورايفر للسي في العاصمة واشنطن لتوزيع منتجات الكيمي فورايفر في الولايات المتحدة الامريكية..  يتم توزيع منتجات الكيمي فورايفر في سويسرا،كندا، المكسيك، فرنسا وايضا في الولايات المتحدة الأمريكية. في الغالب يتم توزيع المنتجات من خلال المنتجعات الصحية ومحلات التجميل المستقلة. واصبحت ادا بولا هي الرئيس والمدير التنفيذي للشركة.

### منتجاته
يتضمن خط الكيمي فورايفر منتجات مضادة للشيخوخة للوجه والجسم ومنتجات تم إنشاؤها خصيصًا للرجال. تشمل مكوناته الشائعة مقتطفات من الريحان التوت بذور العنب، الشاي الأخضر ,إكليل الجبل ,الطماطم .الكركم والجرجير.

### ردور الافعال
ظهرت منتجات الكيمي فورايفر في العديد من مجلات الموضة بما في ذلك إل، فوغ، لكي، ردبوك، [[منز جورنل|منز جورنل[بحاجة لمصدر]]]

### روابط خارجية
- الموقع الرسمي